# 천동설

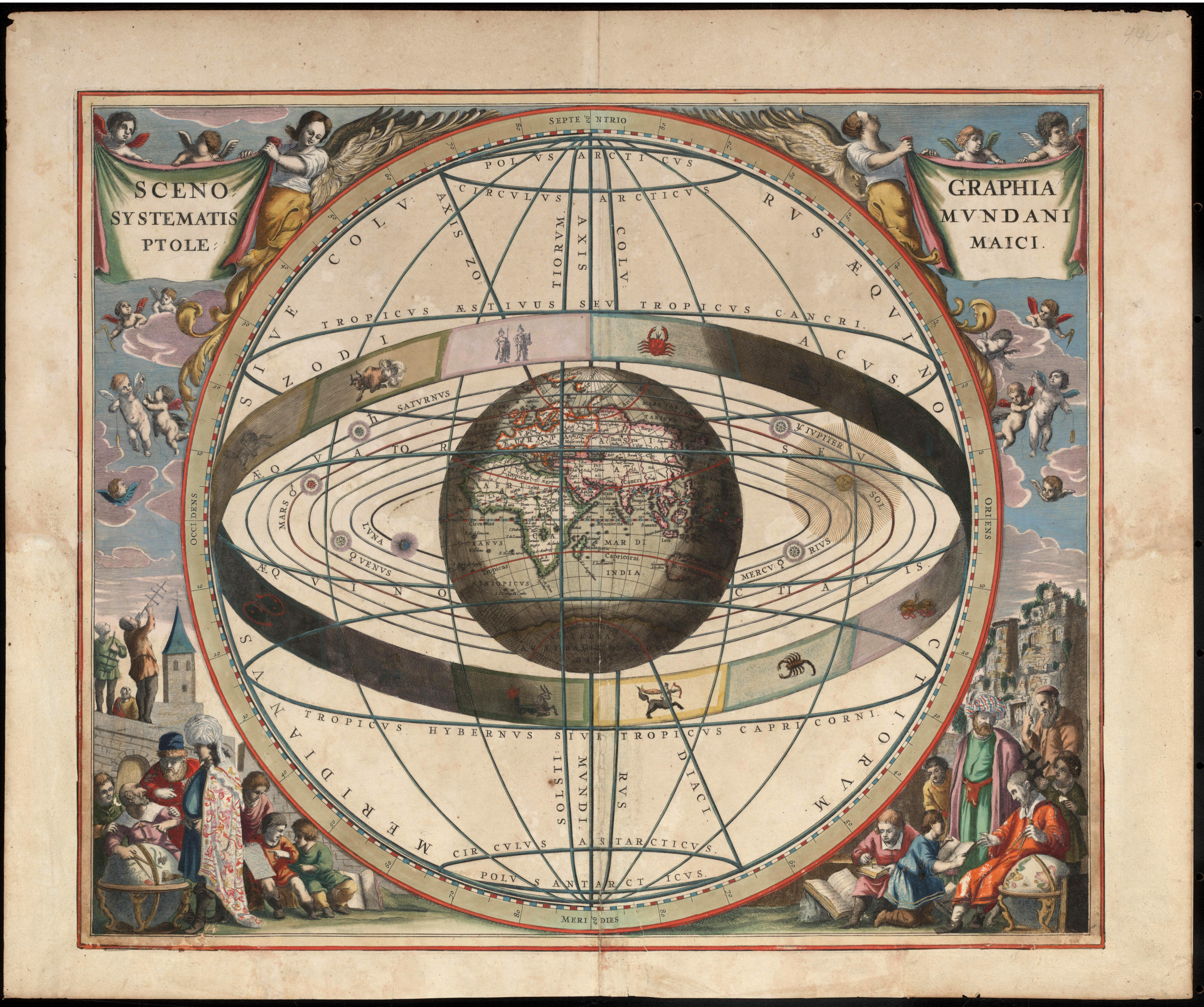
천동설

천동설(天動說) 또는 지구중심설(地球中心說, 영어: Geocentrism)은 지구가 우주의 중심이며 모든 천체가 지구 주위를 돈다는 학설이다. 지동설에 의해서 이 견해는 폐기되었다. 대부분의 지구중심 모형에서 태양·달·별·행성은 모두 지구를 공전한다. 이 이론은 고대 그리스의 아리스토텔레스와 로마 이집트의 프톨레마이오스 시대를 비롯하여 이슬람 황금기에 이르기까지 많은 유럽 고대 문명에서 우주를 설명하는 지배적 관점이었다.
이 이론을 뒷받침한 관찰은 두 가지이다. 첫째, 지구 어디에서나 태양이 하루에 한 번 지구를 도는 것처럼 보이며, 달과 행성들도 고유한 운동을 하면서도 대략 하루에 한 번씩 지구를 도는 듯이 보인다. 별들 역시 지구의 지리적 극을 관통하는 축을 중심으로 하루에 한 번 회전하는 천구에 고정되어 있는 듯하다. 둘째, 지상의 관찰자에게 지구는 단단하고 안정적이며 정지해 있는 것처럼 느껴진다.
고대 그리스·로마·중세의 철학자들은 대개 천동설을 구형 지구와 결합하여 설명하였는데 이는 고대 신화에 암시된 평평한 지구 관념과 대조된다. 고대 그리스에서는 에우독소스는 지구가 우주의 중심에 있고 모든 천체가 지구 주위를 공전한다고 주장했지만, 에크판토스는 지구가 우주의 중심이지만 자전하고 있다고 주장했으며, 필롤라오스는 지구도 태양도 우주의 중심은 아니지만 자전과 공전을 하고 있다고 주장했다. 그러나 그리스의 천문학자이자 수학자인 사모스의 아리스타르코스(기원전 310 ~ 230)는 당시 알려진 모든 행성을 태양 주위에 올바른 순서로 배치한 태양중심 모형을 제안하였다.
이들의 학설을 체계화한 사람이 프톨레마이오스다. 히파르코스의 논제에 개량을 더한 것이라고 여겨지지만 확증은 없다. 지구가 우주의 중심에 있다는 설을 주창한 학자는 이전부터 있었고, 행성의 위치계산을 비교적 정확하게 한 사람도 그 이전에 있었지만, 결국 모든 것을 체계화한 것은 프톨레마이오스로, 지금도 이 형태의 천동설을 프톨레마이오스의 천동설이라고 부른다.
프톨레마이오스의 천동설에서는 우주의 중심에 지구가 있고, 태양을 비롯한 모든 천체는 약 하루에 걸쳐 지구 주위를 공전한다. 그러나 태양이나 행성의 공전속도는 각기 다르고, 그러한 이유로 시기에 따라 보이는 행성이 다르다. 천구는 딱딱한 구체이며, 이것이 지구와 태양, 행성을 포함한 모든 천체를 감싸고 있다. 항성은 천구에 붙어있거나 천구에 뚫린 미세한 구멍으로 천구 밖의 빛이 새어나와 보이는 것으로 여겨졌다. 행성과 항성은 신의 보이지 않는 힘에 의해 움직인다. 모든 변화는 지구와 달 사이에서만 일어나고, 더 멀리 있는 천체는 정기적인 운동을 반복할 뿐, 영원히 변화는 일어나지 않는다고 여겨졌다.
고대 그리스인들은 행성의 운동이 원형이라고 믿었고, 서양에서 이 견해가 도전받은 것은 17세기에 요하네스 케플러가 행성 궤도가 태양 중심의 타원 궤도임을 제시하면서였다(케플러의 제1법칙). 1687년 아이작 뉴턴은 자신의 만유인력 법칙으로부터 타원 궤도가 도출될 수 있음을 증명하였다.
서기 2세기에 완성된 프톨레마이오스의 지구중심 모형은 1,500년 넘게 점성술 및 천문 관측용 차트를 작성하는 데 근거로 활용되었다. 천동설은 근세 초까지도 우위를 점하였으나, 16세기 후반 이후 코페르니쿠스·갈릴레이·케플러가 확립한 지동설에 점차 자리를 내주었다. 그 전환에는 상당한 저항이 따랐는데, 오랫동안 지구중심 가설이 더 정확한 계산 결과를 내놓았으며, 또한 알려지지 않은 새로운 이론이 오래도록 합의되어 온 지구중심설을 대체할 수 없다고 여긴 이들도 있었기 때문이다.

## 고대 그리스

### 초기
기원전 6세기에 아낙시만드로스는 지구를 기둥 단면(원기둥)처럼 생긴 형태로 보고 우주의 중심에 떠 있다고 하는 우주론을 제시하였다. 태양·달·행성은 지구를 둘러싼 보이지 않는 바퀴에 뚫린 구멍이며, 그 구멍을 통해 인간은 숨겨진 불을 볼 수 있다고 하였다. 대략 같은 시기 피타고라스는 월식 관측에 따라 지구가 구형이라고 생각하였으나 중심에 있지는 않고 보이지 않는 불 주위를 돈다고 주장하였다. 훗날 이 두 관념이 결합되어 기원전 4세기 이후 대부분의 교양 있는 그리스인들은 지구가 우주의 중심에 놓인 구체라고 여겼다.
기원전 4세기에 플라톤과 그의 제자 아리스토텔레스는 천동설에 기초한 저술을 남겼다. 플라톤은 지구가 우주의 중심에서 정지한 구체라고 보았다. 별과 행성은 구나 원형 궤도에 실려 지구를 돌았으며, 중심에서 바깥으로 달·태양·금성·수성·화성·목성·토성·항성의 순서로 배열되어 항성은 천구에 위치하였다. 『국가』의 “에르의 신화”에서 플라톤은 우주를 세 운명이 돌리는 ‘필연의 방추’로 묘사하였다.
플라톤과 함께 연구한 크니도스의 에우독소스는 “천상의 모든 현상은 일정한 원운동으로 설명할 수 있다”는 플라톤의 가르침을 토대로 행성 운동을 보다 수학적으로 해석하였다. 기원전 4세기에 고대 그리스의 에우독소스는 우주의 모습이 지구를 중심으로 여러층으로 겹친 천구가 감싸고 있는 것이라고 생각했다. 이때 가장 바깥쪽의 천구는 항성이 아로새겨진 항성구로, 하늘의 북극을 축으로 하여 약 하루에 걸쳐 동쪽에서 서쪽으로 회전하여 일주운동이 일어나는 것이라고 설명했다. 태양이 포함된 천구는 항성구에 대해 반대방향으로, 1년에 걸쳐 서쪽에서 동쪽으로 회전하여 연주운동이 일어난다. 태양의 회전축은 항성구의 회전축에 대해 기울어져있기 때문에, 1년동안 남중고도가 변하고 계절이 바뀌는 것이 설명된다.
항성구와 태양 사이에 행성이 운행하는 천구를 뒀다. 지구에서 볼 때 행성은 별자리 사이를 천천히 움직이는 것처럼 보인다. 이것은 항성구에 대한 행성구의 상대운동으로 설명되었지만, 행성은 천구에서 속도를 바꾸거나 역행하는 한 시기동안 반대로 움직일 수 있다. 역행을 설명하기 위해 행성 하나의 운행에 회전방향과 속도가 다른 여러개의 천구가 고안되었다. 이 천구는 확실히 지구를 공통중심으로 하는 구형이기 때문에, 지구에서 각 행성까지의 거리는 변하지 않는다.

### 아폴로니우스의 주전원
기원전 3세기 무렵의 아폴로니우스와 기원전 2세기의 히파르코스는 행성이 단순히 원운동을 하는 것이 아니라, 원 위에 있는 작은 원 위를 움직인다고 생각했다. 이 작은 원을 주전원, 큰 원을 대원(Deferent)이라고 부른다. 두 가지 이상의 원운동이 합해져 행성의 진행방향이나 속도가 변화하는 것으로 보이며, 이것은 행성의 접근에 의한 밝기 변화, 순행과 역행의 속도차이를 대략적으로 설명할 수 있다.
모든 행성이 동일한 평면에 있는 태양을 중심으로 하는 원궤도를 등속운동하고 있는 경우, 지구에서 본 행성의 운동은 원궤도와 하나의 주전원만으로 기술할 수 있을 것이다. 그러나 현실의 행성 운동은 그렇게 되어있지 않기 때문에, 행성의 운동을 천동설에서 정확하게 기술하기 위해서는 보다 복잡한 체계가 필요해진다. 따라서 히파르코스 이후 프톨레마이오스를 시작으로 다양한 천동설 모델이 제창되었고, 결국에는 지동설의 코페르니쿠스, 케플러를 거쳐, 아이작 뉴턴의 만유인력의 법칙에 따른 우주 모델에 이르게 된다.

### 아리스토텔레스
아리스토텔레스는 이를 더욱 정교화하였다. 완성된 아리스토텔레스 체계에서 구형 지구는 우주의 중심에 있고, 다른 천체들은 지구를 둘러싸고 동심으로 배치된 47~55개의 투명한 수정 회전구에 부착되어 있다. 행성마다 여러 개의 구가 필요해 개수가 많았으며, 각 구는 서로 다른 일정한 속도로 회전하여 천체의 주기를 형성하였다. 수정구는 ‘에테르’라 불리는 불변의 물질로 이루어져 있었다. 아리스토텔레스는 달이 가장 안쪽 구에 있어 지구 영역과 접촉하므로 흑점과 위상 변화가 생긴다고 설명하였다. 그는 또한 흙·물·불·공기와 천상의 에테르가 지니는 자연적 경향을 제시하였다. 흙은 가장 무거워 중심으로 향하는 힘이 가장 크고, 물은 그 위를 덮는 층을 이룬다. 공기와 불은 중심에서 멀어지려 하며, 불이 공기보다 가볍다. 불의 층 밖에는 천체가 박혀 있는 단단한 에테르 구가 있고, 이들 역시 온전히 에테르로 구성되어 있다.
천동설이 지지를 받은 까닭은 몇 가지 중요한 관측에 근거하였다. 우선 지구가 움직인다면 연주시차로 인해 항성의 위치가 변해야 하는데 일 년 동안 별자리 모양이 변하지 않는다. 이는 별이 태양·행성보다 훨씬 멀리 있어 움직임이 감지되지 않거나, 지구가 전혀 움직이지 않는다는 두 설명으로 이어진다. 실제로는 별의 위치가 훨씬 멀었기에 연주시차는 19세기에 들어서야 검출되었고, 그리스인들은 당시 더 단순한 후자를 택하였다. 또 다른 근거는 금성의 밝기가 거의 일정해 보인다는 점이었다. 이는 금성이 지구에서 대체로 같은 거리에 있다는 뜻으로 해석되어 천동설과 잘 맞았다. 실제로는 금성의 위상으로 인한 광도 감소가 거리 변화로 인한 겉보기 크기 증가로 상쇄되기 때문이다. 지동설을 반대한 이들은 지상 물체가 자연스럽게 가능한 한 지구 중심 가까이 정지하려 한다고 지적했고, 외부 힘이나 열·습기에 의한 변화가 없으면 움직이지 않는다고 주장하였다.
많은 현상을 설명할 때 대기적 요인이 선호된 까닭은 완전 동심 구를 전제로 한 에우독소스·아리스토텔레스 모형이 거리 변화로 인한 행성 밝기 변화를 설명하도록 고안된 것이 아니었기 때문이다. 결국 당시의 수학적 방법으로는 그 이상적인 체계에서 충분히 정확한 모형을 만들 수 없어 완전 동심 구 개념은 폐기되었다. 그러나 유사한 설명을 제공하면서도 이후의 이심원·주전원 모형은 관측을 수용할 만큼 충분히 유연하였다.

## 프톨레마이오스 모형

프톨레마이오스식 천문학의 기초인 편심 대원(deferent)와 동시심(equant)를 가진 주전원(epicycle) 위를 공전하는 행성. 프톨레마이오스의 행성운동
이심원의 중심(X)은 지구의 중심과 다르다. 이심원의 회전은 동시심(●)에서 볼 때 회전속도가 일정하도록 움직인다.

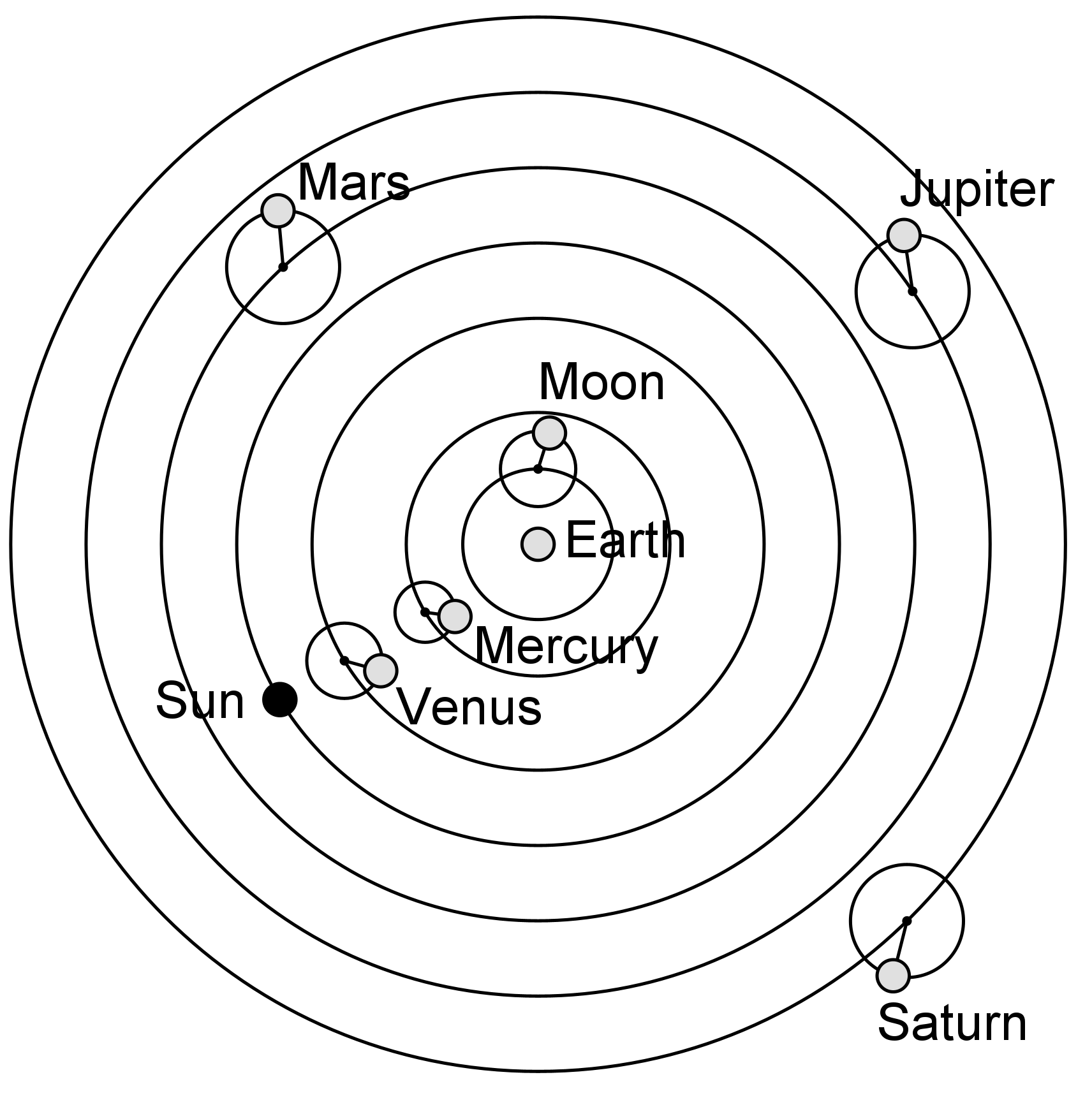
행성과 달의 주전원을 보여주는 태양계 모형.

아리스토텔레스 시대까지 이미 그리스 천동설의 기본 원리는 확립되어 있었으나, 그의 체계에 담긴 구체적 세부는 표준으로 자리 잡지 못하였다. 서기 2세기에 헬레니즘 천문학자 클라우디오스 프톨레마이오스가 완성한 프톨레마이오스 체계가 마침내 천동설을 표준화하였다. 그의 대표적 저술 『알마게스트』는 고대 그리스·헬레니즘·바빌로니아 천문학자들이 수세기에 걸쳐 축적한 연구의 절정이었다. 이로부터 천 년이 넘는 동안 유럽과 이슬람권의 천문학자들은 이를 올바른 우주 모형으로 받아들였다. 이러한 영향력 탓에 사람들은 종종 프톨레마이오스 체계가 곧 천동 모형 자체와 동일하다고 오해한다.
프톨레마이오스는 언제나 별의 절반이 지평선 위, 나머지 절반이 지평선 아래에 놓인다는 단순한 관측(회전하는 천구에 배열된 별들)과 별들이 우주 중심에서 그리 멀지 않은 거리에 모여 있다는 가정을 근거로, 지구가 우주의 중심에 자리한 구체라고 주장하였다. 만일 지구가 중심에서 크게 벗어나 있었다면, 관측 가능한 별과 보이지 않는 별의 비율이 같을 수 없었을 것이라고 보았다.

### 프톨레마이오스 체계

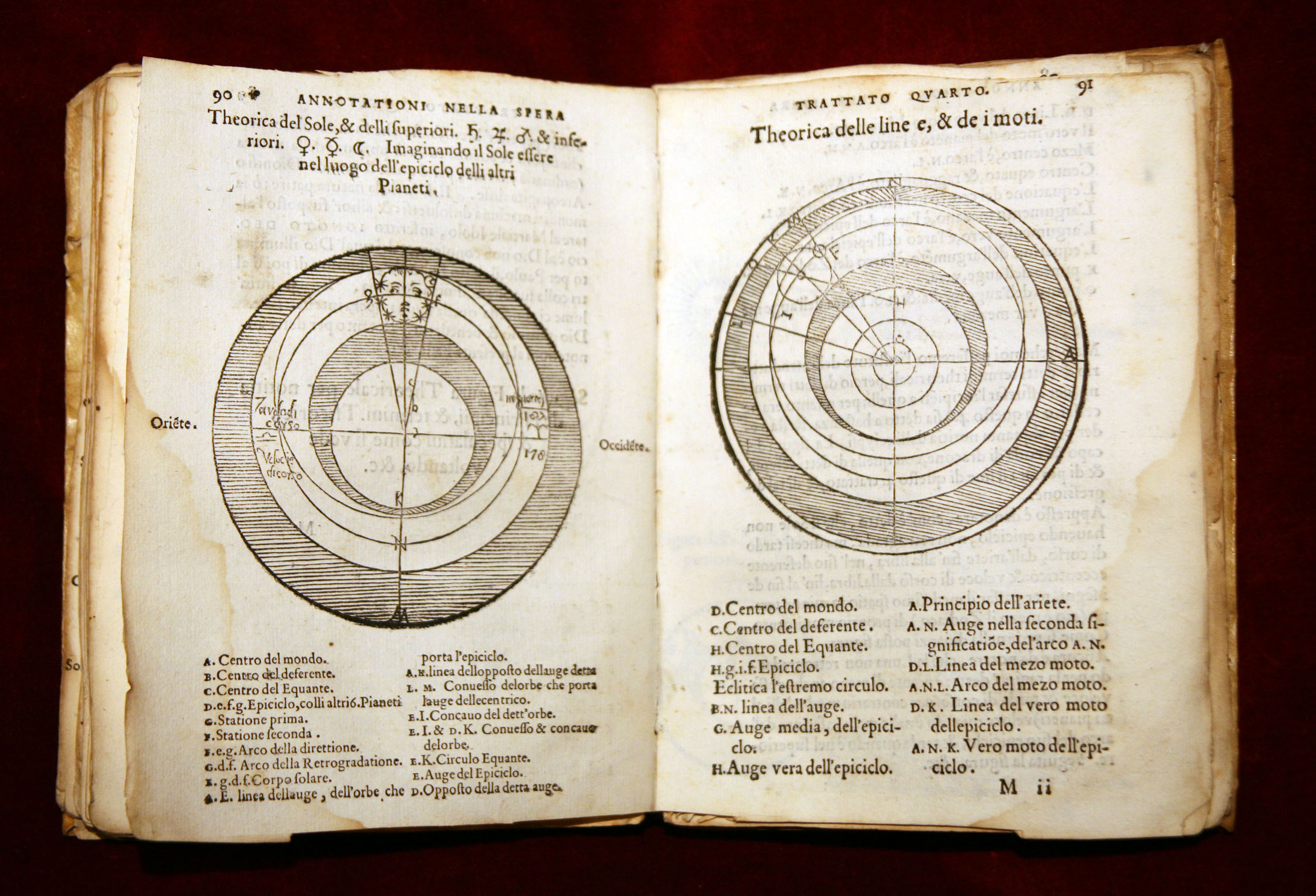
프톨레마이오스 체계를 보여주는 1550년경의 책,

프톨레마이오스 체계는 각 행성이 두 개의 구에 의해 움직인다고 설명한다. 하나는 ‘대원’(deferent)라 불리는 큰 구이고 다른 하나는 그 안에 삽입된 작은 구인 ‘주전원’(epicycle)이다. 대원은 원으로서 도해에서 X로 표시된 그 중심점인 ‘이심’(eccentric)은  지구와 떨어져 있다. 중심을 이렇게 옮긴 까닭은 북반구의 가을이 봄보다 약 닷새 짧은 계절 길이 차이를 설명하려 했기 때문이다. 주전원은 대원 내부에 자리한 작은 궤도로, 행성은 주전원을 따라 돌면서 동시에 주전원이 대원의 경로를 따라 움직인다. 이 두 운동이 합쳐져 행성은 궤도상의 위치에 따라 지구에 가까워졌다 멀어졌다 하며, 그 결과 행성이 서행·정지·역행하다가 다시 순행으로 돌아가는 현상이 나타난다고 해석한다.
대원‑주전원 모형은 이미 고대 그리스 천문학에서 수세기 동안 쓰여 왔고, 대원의 중심이 지구에서 약간 치우친 ‘이심’ 개념은 그보다도 오래되었다. 그림에서도 대원의 중심은 지구가 아니라 X로 표시된 지점이며, 그리스어 ἐκ(밖)과 κέντρον(중심)에서 유래해 ‘eccentric’이라 부른다. 하지만 프톨레마이오스 시대의 체계는 관측과 완전히 일치하지 못해, 특히 화성의 역행 고리 크기가 예측보다 작거나 클 때가 있어 최대 30도까지 위치 오차가 발생하였다. 이를 완화하려고 프톨레마이오스는 ‘동시심’(equant)를 도입하였다. 동시심은 행성 궤도 중심 부근의 한 지점으로, 그곳에 서서 보면 주전원 중심이 항상 균일한 속도로 움직여 보이고 다른 곳에서는 그렇지 않다. 그는 이 방식으로 운동이 여전히 균일한 원운동이라고 주장하였으나, 이는 플라톤이 이상으로 삼은 완전 원운동에서 벗어나는 것이었다. 그럼에도 이 체계는 서구에서 널리 수용되었으며, 행성마다 주전원이 대원을 돌고 또 행성마다 서로 다른 동시심이 필요하여 현대 기준으로는 복잡해 보이나, 역행의 시작과 끝을 포함한 여러 천체 운동을 최대 10도 오차 안에서 예측하여 동시심이 없는 모델보다 훨씬 정확하였다.
프톨레마이오스 체계는 지구에서 행성까지의 평균 거리에 상당하는 이심원의 지름을 어떻게 잡는다고 해도, 보는 방향이 같으면 주전원을 만들 수 있다. 우선 각 행성의 주전원이 겹치는 것을 피하기 위해 지구에서 달, 수성, 금성, 태양, 화성, 목성, 토성의 순서로 둔다. 그 바깥을 항성구가 둘러싼다.
프톨레마이오스 체계는 당시로서는 매우 뛰어난 것으로, 주전원이 포함된 이 모형은 사실 이심률이 작은 타원 궤도를 매우 잘 근사한다. 이심률이 5% 미만이면 타원의 모양은 눈에 잘 드러나지 않지만, 태양이 자리하는 초점이 중심에서 한쪽으로 치우친 거리는 행성들이 지닌 낮은 이심률에서도 뚜렷이 나타난다.

### 페르시아와 아랍 천문학에서의 발전
6세기에 인도의 아리아바타는 태양 중심의 지동설에 근거한 것으로 추측되는 몇 가지 계산을 남겼다. 인도에는 고대 그리스의 천문학이 들어와있었으며, 그 영향이 있었던 것이라 여겨진다. 그의 저작은 8세기에 아랍어로, 13세기에는 라틴어로 번역되었다.
라틴어 《알마게스트》를 아랍어로 옮긴 번역 운동 이후, 무슬림들은 프톨레마이오스의 천동설 모형을 받아들여 세련되게 다듬었고 이를 이슬람 교리와 부합한다고 보았다. 이슬람 천문학자들은 대체로 프톨레마이오스 체계를 인정했으나, 10세기경부터 프톨레마이오스를 의심하는 내용을 다룬 저술이 '의심'이라는 의미의 아랍어인 '슈슉'(아랍어: شُكوك)이라는 표현과 함께 꾸준히 등장하였다. 여러 학자가 지구의 불동성과 우주 중심성에 의문을 품었으며, 아부 사이드 알시즈지(1020년경 사망)처럼 지구의 자전을 주장한 이들도 있었다. 비루니에 따르면 알시즈지는 “우리가 보는 운동은 하늘이 아니라 지구의 움직임 때문이다”라는 동시대의 믿음에 근거하여 ‘알주라키’라는 아스트롤라베를 제작하였다. 13세기의 기록 역시 “기하학자(무한디신)에 따르면 지구는 끊임없이 원운동하며, 하늘의 움직임처럼 보이는 것은 실제로 별이 아니라 지구의 운동 때문이다”라고 하여 이러한 신념의 확산을 보여준다.
11세기 초 이븐 알하이삼은 《프톨레마이오스에 대한 의문》(1028년경)에서 프톨레마이오스 모형을 신랄하게 비판하였다. 일부는 이를 천동설 자체에 대한 공격으로 해석하지만, 대다수 학자는 그가 모형의 세부를 문제 삼았을 뿐 천동설을 부정하지는 않았다고 본다.
12세기에 알자르칼리는 수성의 궤도가 타원이라는 가설을 제시하며 고대 그리스의 등속 원운동 관념에서 벗어났고, 알페트라기우스는 동시심·주전원·이심을 배제한 행성 모형을 제안했으나 수학적 정확도는 떨어졌다. 그의 대안적 체계는 13세기 동안 유럽 전역에 퍼졌다.
파크르 앗딘 알라지는 『마탈리브』에서 우주 중심으로서의 지구라는 아리스토텔레스·이븐 시나의 견해를 거부하고, “이 세계 저편에 이 세계보다 크고 무겁고 유사한 구조를 지닌 세계가 천천(千千) 개나 있다”라고 주장하였다. 그는 “만유의 주이신 알라께 모든 찬양이 있다”라는 꾸란 구절을 인용하며 ‘만유(세계들)’라는 표현을 강조하였다.
‘마라게 혁명’은 마라게 학파가 프톨레마이오스 천문학에 도전한 움직임을 가리킨다. 이 학파는 마라게 천문대에서 시작해 우마이야 모스크와 사마르칸트 천문대의 학자들로 이어졌다. 안달루시아의 선구자들처럼 그들은 동시심 문제를 해결하고 천동설을 유지하면서도 프톨레마이오스 모형을 대체할 구성을 시도하였다. 그 결과 동시심과 이심을 제거하고 수치적으로 더 정확하며 관측과도 잘 맞는 대안을 제시하였다. 주요 인물로는 모아이야두딘 우르디(1266년 사망), 나시르 알딘 알투시(1201–1274), 쿠트브 앗딘 시라지(1236–1311), 이븐 앗샤티르(1304–1375), 알리 쿠시지(1474년경), 알비르잔디(1525년 사망), 샴스 앗딘 알카프리(1550년 사망)가 있다.
그러나 마라게 학파는 태양을 중심으로 한 지동설로의 패러다임 전환에는 이르지 못하였다. 마라게 학파가 코페르니쿠스에게 영향을 미쳤다는 가설은 문헌 증거가 없어 추정에 머무르며, 코페르니쿠스가 투시 커플을 독자적으로 고안했을 가능성도 열려 있다.

### 유럽에서의 수용과 전개
십자군 원정과 이베리아 반도에서의 레콘키스타, 지중해 무역 등은 유럽과 이슬람 세계의 접촉이 활발하게 했다. 11~13세기에 걸쳐 이슬람 과학의 성과는 시칠리아 왕국의 수도 팔레르모, 카스티야 왕국의 수도 톨레도 등에서 활발히 연구되고 번역이 이루어져 12세기 르네상스로 이어졌다. 아리스토텔레스 등이 저술한 고대 그리스 문헌도 아랍어 번역을 중역한 형태로 유럽에 소개되었다. 지금까지의 로마 가톨릭교회의 신학은 아우구스티누스 등 라틴 교부에 의한 신플라톤주의를 기반으로 한 것이었다. 1210년 파리의 성직자 회의가 아리스토텔레스를 가르치는 것을 금지하는 등 새로 유입된 지식을 도입하는데 저항은 있었지만, 13세기 후반에 활약한 알베르투스 마그누스와 토마스 아퀴나스 등에 의해 결국 아리스토텔레스의 철학은 스콜라 철학의 주류가 되었다.
프톨레마이오스 체계도 받아들여져, 13세기에 카스티야 왕국의 알폰소 10세에 의해 편찬된 『알폰소 천문표』는 나중에 보정을 받으면서도 17세기까지 유럽에서 사용되었다. 15세기 독일에서 프톨레마이오스 등에 대한 연구를 했던 레기오몬타누스의 업적은 그의 사후 1496년에 『 알마게스트 강요』로 간행되었고 코페르니쿠스의 연구에 큰 영향을 주었다. 이 무렵에는 『알마게스트』도 아랍어를 중역한 것이 아닌, 그리스어 원전을 접할 수 있었다.
16세기 유럽에서 니콜라우스 코페르니쿠스가 지동설을 주창했다. 코페르니쿠스의 지동설은 태양을 중심으로 지구를 포함한 행성이 공전한다는 점에서 획기적이며, 동시심을 배제하고 모든 천체의 운행을 크고작은 등속원운동으로 기술했다. 그러나 코페르니쿠스의 지동설도 원운동을 전제로 한다는 점에서 기존의 천동설과 동일했다. 실제로는 타원운동을 하는 행성의 운동을 원운동으로 설명하기 위해 주전원이 필요했기 때문에 계산에 드는 수고는 프톨레마이오스의 천동설과 그다지 다르지 않았고, 예측 정확도도 크게 오르지는 않았다. 지구의 위치가 이동한다면 그에 따라 별의 위치가 변한 것처럼 보이는 연주시차가 발생해야하는데, 당시의 관측 정밀도로는 그것을 관측할 수 없었던 것도 코페르니쿠스의 이론이 받아들여지지 않은 이유였다. 코페르니쿠스의 지동설을 계승하여 에라스무스 라인홀드가 『프로이센 항성목록』을 작성했지만, 주전원의 수를 프톨레마이오스의 천동설에서보다 늘려버려 계산을 복잡하게했다.
코페르니쿠스의 이론의 영향을 받아 17세기의 튀코 브라헤는 지구를 중심으로 하면서도, 달과 지구를 제외한 모든 행성이 태양 주위를 도는 우주를 구상했다. 튀코의 태양계는 프톨레마이오스의 천동설의 발전형이라고도 말할 수 있다. 프톨레마이오스 체계도 태양계라는 것이 전혀 존재하지 않았던 것은 아니다. 내행성인 수성과 금성의 이심원 회전각은 태양과 동일했지만, 외행성은 다르게 취급되었다. 내행성을 지구에서 보면 태양에서 어느 정도 이상은 떠나지 않고, 외행성은 태양의 반대쪽으로도 회전한다.
프톨레마이오스 체계는 지구에서 달, 수성, 금성, 태양, 화성, 목성, 토성을 차례로 겹쳐놓았다. 튀코는 태양 주위를 수성과 금성이 회전하게 했다. 외행성의 경우에는 이심원과 주전원의 크기가 반전되었으며, 지름이 커진 주전원끼리 원래의 프톨레마이오스 체계에서 이심원끼리 겹쳐져있었던 것처럼 겹치게 되었다.
16세기에 니콜라우스 코페르니쿠스가 지동설을 주창한 뒤에도 천동설을 위협하는 사건은 계속되었다. 신성이 관측되어 별에서도 변화가 일어난다는 것이 발견되었는데, 이것은 달보다 먼거리에서는 어떠한 변화도 일어나지 않는다는 아리스토텔레스적인 우주관에서 큰 문제가 되었다. 또한 튀코 브라헤가 혜성을 관측하여 달보다 먼 곳에 있다는 것을 증명하여 격렬한 논쟁을 낳았다. 대부분은 혜성을 기상현상으로 생각했기 때문이었다.

## 경쟁적 모형들
모든 그리스인이 천동설에 동의한 것은 아니다. 이미 언급한 피타고라스 학파 체계에서 일부 추종자들은 지구를 중앙의 불을 공전하는 여러 행성 가운데 하나로 보았다. 기원전 5세기의 피타고라스 학파 히케타스와 에크판토스, 그리고 기원전 4세기의 헤라클레이데스 폰티코스는 지구가 우주의 중심에 머무르면서 자전한다고 믿었는데, 이 역시 천동설에 속한다. 이러한 체계는 중세에 장 뷔리당에 의해 부활하였다. 한때 헤라클레이데스 폰티코스가 금성과 수성이 지구가 아니라 태양을 공전한다고 주장한 것으로 여겨졌으나, 오늘날 그는 그런 주장을 하지 않았음이 밝혀졌다. 마르티아누스 카펠라는 확실히 금성과 수성이 태양을 공전한다고 보았다. 사모스의 아리스타르코스는 태양이 우주의 중심에 있고 지구와 다른 행성이 태양 주위를 돈다는 태양중심설을 담은 저술을 남겼으나, 그 저술은 전하지 않는다. 그의 이론은 인기가 없었고 셀레우키아의 셀레우코스 한 사람만이 추종자로 알려져 있다. 에피쿠로스는 가장 급진적이어서 기원전 4세기에 우주에는 단일 중심이 없다는 사실을 정확히 간파하였다. 이 이론은 후대 에피쿠로스 학파에게 널리 수용되었으며, 특히 루크레티우스가 그의 서사시 『사물의 본성에 관하여』에서 이를 옹호하였다.

### 코페르니쿠스 체계
1543년 니콜라우스 코페르니쿠스의 《천구의 회전에 관하여》(De revolutionibus orbium coelestium)가 출간되면서 천동설은 처음으로 중대한 도전에 직면하였다. 이 저술은 지구와 다른 행성이 태양을 공전한다고 주장하였다. 그러나 당시 코페르니쿠스 체계는 천동설보다 예측력이 뛰어나지 않았고, 자연철학과 성경 해석에 난제를 던졌으므로 천동설은 오랫동안 유지되었다. 코페르니쿠스 체계가 프톨레마이오스 체계보다 더 정확하지 못했던 이유는 여전히 원형 궤도를 사용했기 때문이다. 이 문제는 요하네스 케플러가 행성 궤도가 타원이라고 가정한 뒤에야 해결되었다.

### 티코 체계

티코 체계에서 파란 궤도에 놓인 천체(달과 태양)는 지구를 공전하며, 주황색 궤도에 놓인 천체(수성·금성·화성·목성·토성)는 태양을 공전한다. 이 모든 것 바깥에는 회전하는 항성의 구가 자리한다.

16세기의 티코 브라헤는 행성과 별의 위치를 이전보다 정밀하게 측정하였다. 그는 코페르니쿠스 모형이 예언한 대로, 지구가 태양을 공전한다는 경험적 증거가 될 연주시차를 찾으려 하였으나 아무 변화도 관측하지 못하자 지구가 움직인다는 생각을 거부하였다. 이에 따라 그는 지구를 여전히 우주의 중심에 두고 그 주위를 태양이 돌며, 모든 다른 행성이 주전원을 따라 태양을 공전하는 새로운 티코 체계를 제안하였다. 이 모형은 코페르니쿠스 체계의 이점을 받아들이면서도 지구 운동의 증거가 부족하다는 사실을 함께 고려한 것이었다.

### 갈릴레오의 관측과 프톨레마이오스 체계의 종말
1609년 망원경이 발명되면서 갈릴레오 갈릴레이가 목성에 위성이 있다는 사실 등으로 이룩한 관측은 천동설의 일부 근거에 의문을 제기하였으나, 당장 그것을 근본적으로 뒤흔들지는 못하였다. 그는 달 표면의 어두운 ‘점’, 곧 분화구를 발견하고 달이 이전에 상정된 것처럼 완전무결한 천체가 아니라고 지적하였다. 이는 망원경으로 달의 결함을 정밀하게 확인한 최초의 관측으로, 아리스토텔레스가 상위 천구의 에테르와 대비하여 달이 지구와 그 무거운 원소로 오염되었기 때문이라고 설명했던 전통적 견해를 뒤흔든 일이었다. 갈릴레오는 또한 목성의 위성들을 관측하여 이를 코시모 2세 데 메디치에게 헌정하고, 그 위성들이 지구가 아니라 목성을 공전한다고 선언하였다. 이는 만물이 지구를 돈다는 프톨레마이오스 모형을 부정할 뿐 아니라, 움직이는 천체가 위성을 거느릴 수 있음을 보여 주어, 운동하는 지구도 달을 유지할 수 있다는 지동설의 논증을 강화하는 중대한 주장이었다. 갈릴레오의 관측은 크리스토프 샤이너, 요하네스 케플러, 조반 파올로 렘보 등 동시대의 천문학자들이 망원경을 도입함에 따라 얼마 지나지 않아 검증되었다.
1610년 12월, 갈릴레오 갈릴레이는 망원경을 이용하여 금성이 달과 마찬가지로 모든 위상을 보인다는 사실을 관측하였다. 그는 이 관측이 프톨레마이오스 천동설과는 양립할 수 없으나 지동설에서는 지극히 자연스러운 결과라고 판단하였다. 그러나 프톨레마이오스는 금성의 대원과 주전원을 태양 궤도 안, 곧 태양과 수성 사이에 완전히 배치하였는데, 이는 임의적인 선택이었다. 그는 금성과 수성의 위치를 바꾸어 태양의 반대편에 두거나, 금성 주전원의 중심을 태양 부근의 지구―태양 선상에 배치하는 등 어떠한 배열도 가능했기 때문이다.
태양이 모든 빛의 근원이라는 전제 아래 천동설을 적용하면, 금성이 지구와 태양 사이에 있을 때는 항상 초승달 모양이거나 완전히 어두워야 하고, 금성이 태양 너머에 있을 때는 언제나 상현 이상이거나 만월이어야 한다. 그런데 갈릴레오는 처음에는 작고 거의 만월에 가까운 금성을, 이후에는 크고 초승달 모양의 금성을 관측하였다. 이는 프톨레마이오스적 우주론에서 금성 주전원이 태양 궤도 내에도, 태양 궤도 밖에도 완전히 놓일 수 없음을 보여 주었다. 그 결과 프톨레마이오스 추종자들은 금성 주전원이 태양 안에 완전히 들어간다는 가설을 버렸고, 17세기 후반에 이르러 천문 우주론의 논쟁은 티코 체계와 코페르니쿠스 체계의 여러 변형을 중심으로 전개되었다.

## 같이 보기
- 지동설

### 내용주
1. ↑  알마게스트 1권의 5장[5]

### 참조주
1. ↑  Kuhn 1957, 5–20쪽.
2. ↑  Dirk L.Couprie 외 2명, Anaximander in Context, New York: State University of New York Press, 2003, 78~79쪽.
3. ↑  플라톤, 국가
4. 1 2  아리스토텔레스, '형이상학 (아리스토텔레스)' 8권
5. ↑  Crowe 1990, 60–62쪽.
6. 1 2  클라우디오스 프톨레마이오스, '알마게스트'
7. ↑  “Ptolemaic Astronomy in the Middle Ages”.
8. ↑  Kunitzsch, Paul (2008). 〈Almagest: Its Reception and Transmission in the Islamic World〉. 《Encyclopaedia of the History of Science, Technology, and Medicine in Non-Western Cultures》. 140–141쪽. doi:10.1007/978-1-4020-4425-0_8988. ISBN 978-1-4020-4559-2.
9. ↑  “How Islamic scholarship birthed modern astronomy”. 2017년 2월 14일.
10. ↑  Sabra, A. I. (1998). “Configuring the Universe: Aporetic, Problem Solving, and Kinematic Modeling as Themes of Arabic Astronomy”. 《Perspectives on Science》 6 (3): 288–330 [317–18]. doi:10.1162/posc_a_00552. S2CID 117426616. All Islamic astronomers from Thabit ibn Qurra in the ninth century to Ibn al-Shatir in the fourteenth, and all natural philosophers from al-Kindi to Averroes and later, are known to have accepted ... the Greek picture of the world as consisting of two spheres of which one, the celestial sphere ... concentrically envelops the other.
11. ↑  Hoskin, Michael (1999년 3월 18일). 《The Cambridge Concise History of Astronomy》. Cambridge University Press. 60쪽. ISBN 9780521576000.
12. ↑  Alessandro Bausani (1973). “Cosmology and Religion in Islam”. 《Scientia/Rivista di Scienza》 108 (67): 762.
13. 1 2 3  Young, M. J. L., 편집. (2006년 11월 2일). 《Religion, Learning and Science in the 'Abbasid Period》. Cambridge University Press. 413쪽. ISBN 9780521028875.
14. ↑  Nasr, Seyyed Hossein (1993년 1월 1일). 《An Introduction to Islamic Cosmological Doctrines》. SUNY Press. 135쪽. ISBN 9781438414195.
15. ↑  Qadir 1989, 5–10쪽.
16. ↑  Nicolaus Copernicus, Stanford Encyclopedia of Philosophy (2004).
17. ↑  Samsó, Julio (1970–80). 〈Al-Bitruji Al-Ishbili, Abu Ishaq〉. 《Dictionary of Scientific Biography》. New York: Charles Scribner's Sons. ISBN 0-684-10114-9.
18. ↑  Lawson, Russell M. (2004). 《Science in the Ancient World: An Encyclopedia》. ABC-CLIO. 19쪽. ISBN 1851095349.
19. ↑  Line 1067 onwards.
20. ↑  Kuhn (1957), 200–201쪽.
21. ↑  Kuhn (1957), 201–206쪽.
22. ↑  “Galileo and the Telescope”. 《Commonwealth Scientific and Industrial Research Organisation》. 2014년 10월 17일에 확인함.
23. ↑  Lattis, James L. (1995). Between Copernicus and Galileo: Christoph Clavius and the Collapse of Ptolemaic Cosmology, University of Chicago Press, pgs 186-190

## 참고 문헌
- Crowe, Michael J. (1990). 《Theories of the World from Antiquity to the Copernican Revolution》. Mineola, NY: Dover Publications. ISBN 0486261735.
- Dreyer, J.L.E. (1953). 《A History of Astronomy from Thales to Kepler》. New York: Dover Publications.
- Evans, James (1998). 《The History and Practice of Ancient Astronomy》. New York: Oxford University Press.
- Grant, Edward (1984년 1월 1일). “In Defense of the Earth's Centrality and Immobility: Scholastic Reaction to Copernicanism in the Seventeenth Century”. 《Transactions of the American Philosophical Society》. New Series 74 (4): 1–69. doi:10.2307/1006444. ISSN 0065-9746. JSTOR 1006444.
- Heath, Thomas (1913). 《Aristarchus of Samos》. Oxford: Clarendon Press.
- Hoyle, Fred (1973). 《Nicolaus Copernicus》.
- Koestler, Arthur (1986) [1959]. 《The Sleepwalkers: A History of Man's Changing Vision of the Universe》. Penguin Books. ISBN 014055212X. 1990 reprint: ISBN 0140192468.
- Kuhn, Thomas S. (1957). 《The Copernican Revolution》 (PDF). Cambridge: Harvard University Press. ISBN 0674171039. OCLC 1241666716.
- Linton, Christopher M. (2004). 《From Eudoxus to Einstein—A History of Mathematical Astronomy》. Cambridge: Cambridge University Press. ISBN 9780521827508.
- Qadir, Asghar (1989). 《Relativity: An introduction to the special theory》. Singapore Teaneck, NJ: World Scientific. ISBN 9971-5-0612-2. OCLC 841809663.
- Walker, Christopher, 편집. (1996). 《Astronomy Before the Telescope》. London: British Museum Press. ISBN 0714117463.
- Wright, J. Edward (2000). 《The Early History Of Heaven》. Oxford University Press. Google Books